# Georg Wolf (Oberamtmann)
Georg Wolf (* 17. Januar 1817 in Karlsruhe; † 2. Mai 1864 in Konstanz) war ein deutscher Verwaltungsbeamter.

## Leben
Georg Wolf, Sohn des Großherzoglichen Hofsilberverwalters, studierte nach dem Besuch des Lyzeums in Karlsruhe von 1835 bis 1839 Rechtswissenschaften an der Ruprecht-Karls-Universität Heidelberg und der Albert-Ludwigs-Universität Freiburg. 1836 wurde er Mitglied des Corps Suevia Heidelberg. 1838 schloss er sich dem Corps Rhenania Freiburg an. 1842 bestand er die Staatsprüfung und wurde Volontär und Rechtspraktikant beim Oberamt Durlach. 1844 kam er als Dienstverweser beziehungsweise Amtsverwalter zum Bezirksamt Eppingen, wo er für die Zivil- und Kriminaljurisdiktion zuständig war. 1845 wechselte er als Praktikant und Dienstverweser für einen Untersuchungsrichter zum Oberamt Lahr. Zu Beginn des Jahres 1849 war er kurzzeitig als Dienstverweser für Beamte in Durlach und Achern tätig. Nach Ausbruch des Badischen Militäraufstandes berief ihn der Landesausschuss nach Emmendingen, wo er am 29. Mai. provisorischer Amtsvorstand wurde. Am 6. Juli 1849 wurde er suspendiert. Es folgte eine Untersuchung wegen Hochverrats. Aus der Praktikantenstelle, die er seit Ende November 1849 beim Bezirksamt Kork hatte, wurde er im April 1850 entlassen. Während das Innenministerium es im Mai 1850 zuließ, dass er weiterhin in Kork Praktikantengeschäfte erledigen durfte, untersagte das Staatsministerium am 30. September 1850 jede Beschäftigung im Staatsdienst auf unbestimmte Zeit. Im Mai 1851 hob das Justizministerium die Suspension vom Staatsdienst auf. Ab August 1852 durfte er eine Beamtenstelle in Stockach provisorisch verwalten. 1853 wurde er Amtsassessor beim Bezirksamt Stockach. 1858 erhielt er die unwiderrufliche Anstellung und wurde Amtsrichter. 1860 wurde er zum Amtmann und Amtsvorstand des Bezirksamts Schopfheim. 1861 wurde er zum Oberamtmann befördert. Von 1863 bis zu seinem Tod 1864 war er Regierungsrat und Vorsitzender Rat bei der Regierung des Seekreises in Konstanz.